# Lee McConnell
Lee McConnell, škotska atletinja, * 9. oktober 1978, Glasgow, Škotska, Združeno kraljestvo.
Nastopila je na poletnih olimpijskih igrah v letih 2004, 2008 in 2012, dosegla je četrto in peto mesto v štafeti 4x400 m. Na svetovnih prvenstvih je v isti disciplini osvojila štiri zaporedne bronaste medalje, na evropskih prvenstvih srebrno medaljo v isti disciplini leta 2010 in bronasto v teku na 400 m leta 2002, na evropskih dvoranskih prvenstvih srebrno in dve bronasti medalji v štafeti 4x400 m, na igrah Skupnosti narodov pa srebrno medaljo v teku na 400 m in bronasto v teku na 400 m z ovirami.